# Поњец
Поњец (пољ. Poniec) град је у Пољској у Војводству великопољском. По подацима из 2012. године број становника у месту је био 2900.

## Становништво
| 2012. |
| ----- |
| 2.900 |

## Партнерски градови
- Званични веб-сајт